# Kniezwengel
De kniezwengel of zwengelknie is een dansbeweging, die bekend werd door de Vlaamse zangeres Kate Ryan tijdens haar uitvoering van het liedje Je t'adore bij Eurosong 2006.

## Omschrijving
Ga op de eerste tel met de voeten uit elkaar staan. Trek op de derde tel de rechterknie op en maak met het onderbeen een zwengelbeweging naar rechts en naar links. Steek hierbij de linkerarm met gebalde vuist in de lucht. Het lichaam beweegt hierbij een beetje naar links, omdat je op je linkerbeen je evenwicht moet bewaren. Maak op de vierde tel weer dezelfde rechts-links beweging met het onderbeen. Zet op de vijfde tel de rechtervoet weer op de grond in de originele positie.

## Geschiedenis
Het publiek maakte voor het eerst kennis met de kniezwengel op 22 januari 2006 tijdens de derde kwartfinale van Eurosong. Deze dansbeweging was onderdeel van de choreografie van het liedje Je t'adore van Kate Ryan. Kristof Goffin, die in 2005 bekend werd door zijn deelname aan Star Academy, was de bedenker van deze choreografie. Ook Carl Vermeersch, internationale danser en dansleraar, werkte aan deze choreografie. Hij danste tijdens de voorrondes van Eurosong opvallend naast Kate Ryan. Tijdens de kwartfinale van Eurosong uitte jurylid Marcel Vanthilt kritiek op de choreografie door te zeggen, dat het dansje leuk was om het verkeer te regelen op het Vierarmenkruispunt en dat hij het potsierlijk vond.
De Amerikaanse choreograaf Marvin Smith, die twee weken later alle halvefinalisten begeleidde, vond de kniezwengel lachwekkend en adviseerde om hem niet te doen. Het team van Kate Ryan besloot de beweging toch in de choreografie te houden, waardoor het aan populariteit won.
Ook tijdens de finale van Eurosong werd de kniezwengel uitgevoerd. De choreografie was echter niet ongewijzigd, want twee danseressen van de vijf waren vervangen door de twee Zweedse achtergrondzangeressen Jeannet Olsson en Britta Bergström.
Na haar overwinning van Eurosong en in voorbereiding op het Eurovisiesongfestival in Athene werd de choreografie overgenomen door Marvin Smith. Smith ontwierp een geheel nieuwe choreografie voor Je t'adore. De twee vrouwelijke en één mannelijke achtergronddansers uit de finale van Eurosong werden vervangen door drie Britse dansers. Deze voerden een act op met gloeiende microfoonstandaards. Aanvankelijk wilde Smith de kniezwengel uit de choreografie schrappen, maar uiteindelijk zegde Kate Ryan toe, dat de kniezwengel erin zou blijven, zij het één keer achteraan in het liedje. Kate Ryan zelf was voorstander van de kniezwengel en zij werd daarin gesteund door meer dan tienduizend mensen, die de internetpetitie op www.zwengelknie.be tekenden. Deze site was een initiatief van Kevin Sanders en Pieter-Jan Hollevoet van Holebikamp XL.
Tijdens de repetities voor de halve finale van het Eurovisiesongfestival lukte het de regisseur niet de kniezwengel van Kate Ryan goed in beeld te krijgen. Hij had namelijk tijdens de kniezwengel een shot van het bovenlichaam van Kate gepland. Tijdens het optreden in de halve finale vergat Kate Ryan de kniezwengel te doen. De drie dansers voerden hem echter wel uit. Kate Ryan kreeg nadien niet meer de kans om de kniezwengel aan heel Europa te tonen, want ze eindigde als twaalfde in de halve finale, wat niet genoeg was voor een plaats in de finale.

## Kniezwengel of zwengelknie?
In het introductiefilmpje van Kate Ryan tijdens de halve finale van Eurosong 2006 werd voor het eerst de term kniezwengel gebruikt door presentator en voice-over Bart Peeters. Later in dat programma gebruikt hij ook de term 'beenzwengel'. In de media werd later vooral de term kniezwengel gebruikt. Kate Ryan zelf gebruikte echter het woord 'zwengelknie' voor de beweging. Deze term werd ook gebruikt voor de website van de internetpetitie voor behoud van de kniezwengel in de choreografie van Je t'adore.
Hoewel de term kniezwengel het meest gebruikt is, zou de term beenzwengel misschien beter op zijn plaats zijn, omdat de zwengelbeweging tenslotte door het onderbeen wordt gemaakt en niet door de knie zelf.

## Trivia
- De bedenker Kristof Goffin wilde de kniezwengel auteursrechtelijk laten beschermen, wanneer deze een grote Europese rage zou worden. SABAM, de Belgische vereniging van auteurs, componisten en uitgevers, deelde echter mede, dat het niet mogelijk is om één enkel danspasje auteursrechtelijk te beschermen. Het is alleen mogelijk om een choreografie in het geheel te deponeren. Daarbij moet men als men iets auteursrechtelijk wil laten beschermen bij SABAM, lid zijn van deze vereniging en Kristof Goffin was dat niet.[3]
- Op 25 april 2006 werd in Tessenderlo, de geboorteplaats van Kate Ryan, het officieuze wereldrecord kniezwengelen gevestigd. Tijdens een huldigingsfeest zong Kate Ryan samen met meer dan 600 basisschoolkinderen het liedje Je t'adore, waarbij alle kinderen de kniezwengel ingestudeerd hadden.[4]